# Kator FC
El Kator FC es un equipo de fútbol de Sudán del Sur que juega en el Campeonato de fútbol de Sudán del Sur, la primera división de fútbol del país.

## Historia
Fue fundado en el año 1963 en la capital Yuba, y antes de la independencia era uno de los equipos más fuertes de la ciudad, aunque después de la independencia de Sudán del Sur lo mejor que ha tenido el club ha sido un subcampeonato de liga en 2017 y ser finalista de la copa nacional en 2011.

## Rivalidades
Los principales rivales del club son el Malakia FC y el Atlabara FC, equipos que consiguieron títulos importantes de Sudán del Sur primero, y ambos jugaron competiciones de la CAF primero.

## Participación en competiciones internacionales

### CECAFA
| Temporada | Torneo                  | Ronda          | Club      | Resultado |
| --------- | ----------------------- | -------------- | --------- | --------- |
| 2018      | Copa Interclubes Kagame | Fase de grupos | Azam FC   | 1-2       |
| 2018      | Copa Interclubes Kagame | Fase de grupos | JKU SC    | 0-2       |
| 2018      | Copa Interclubes Kagame | Fase de grupos | Vipers SC | 0-3       |

## Jugadores

### Jugadores destacados
- Kennedy Santurlino
- Emmanuel James
- Yassir Khamis Duku
- Isaac Mattia
- Sebit Bruno Martinez
- Peter Chol
- James Moga